# 東京都立工業短期大学
東京都立工業短期大学（とうきょうとりつこうぎょうたんきだいがく、英語: Tokyo Metropolitan Technical College）は、東京都品川区東大井1-10-40に本部を置いていた日本の公立大学である。1954年に設置され、1975年に廃止された。大学の略称は都工短。

## 概要

### 大学全体
- 東京都品川区[注 1]に所在した[3]日本の公立短期大学で、設置主体は東京都[3]。
- 1954年に1学科体制で開学、以後増設により最大で3学科[注 2]体制をとり、入学総定員160名、収容定員320名体制をとる[3]。
- 1971年度の入学生を最後に[注釈 2]、東京都立工業短期大学の名称が消滅[注釈 3]。

### 教育および研究
- 東京都立工業短期大学は工業に関する専門の学術、有能な工業技術の養成とりわけ生産における実学に即した技術教育に重点をおいていた。

### 当時の入学試験について[6]
- 数学
- 理科：物理・化学・機械一般・電気一般から1科目選択することになっていた
- 外国語：英語・ドイツ語から1科目選択することになっていた

## 沿革
- 1938年 国立機械技術員養成所が創設される[6]。
- 19**年 東京都立大学工学部別科に改組される[6]。
- 1954年
  - 2月15日 左記を以て文部省[注 4]より短期大学の設置が認可される[7][8]。
  - 4月1日 東京都立工業短期大学が以下の学科体制にて開学する[注 5]。
    - 機械科 入学定員80名

  - 5月1日 学生数[11]/定員
    - 機械科 74[注釈 4]
- 1959年
  - 4月1日 機械科に以下の専攻課程が設置される[注 6]。
    - 機械設計工作専攻 入学定員80名[注 7]
    - 生産工学専攻 入学定員40名
- 1962年
  - 4月1日 機械科に以下の専攻課程を増設[15]。
    - 電機専攻 入学定員40名
- 1963年
  - 4月1日 機械科電機専攻に代わって以下の学科が増設される[注 8]。
    - 電気科 入学定員40名

  - 5月1日 学生数[17]/定員
    - 機械科 237[注釈 4]/240
    - 電気科 315[注釈 4]/80[注 9]
- 1964年
  - 4月1日 機械科機械設計工作専攻が以下の通り分離される[18]。
    - 機械設計専攻 入学定員40名
    - 機械工作専攻 入学定員40名
- 1968年
  - 4月1日 機械科生産工学専攻を以下の学科に改組[19]。
    - 生産管理学科 入学定員40名[20]

  - 5月1日 学生数[21]/定員
    - 機械科 210[注 10]/160
    - 電気科 80[注釈 4]/80
    - 生産管理学科 43[注釈 4]/40
- 1969年
  - 3月31日 生産管理学科の設置により旧来の機械科生産工学専攻を左記をもって廃止する[22]。
- 1971年
  - 4月1日 この度をもって募集最後となる[注釈 2]。
  - 5月1日 学生数[23]/定員
    - 機械科 172[注 11]
    - 電気科 82[注釈 4]
    - 生産管理学科 88[注 12]
- 1972年
  - 5月1日 学生数[24]/定員
    - 機械科 75[注 13]
    - 電気科 37[注釈 4]
    - 生産管理学科 40[注 14]
- 1975年
  - 4月30日 左記をもって東京都立工業短期大学、消滅[注釈 3]。

## 基礎データ

### 所在地
- 東京都品川区東大井1-10-40[注釈 1]

### 象徴
- 東京都立工業短期大学のカレッジマークには「Technology」の頭文字である「T」が記されていた[6]。

## 教育および研究

### 組織

#### 学科[注 15]
- 機械科　
  - 機械設計専攻 入学定員40名
  - 機械工作専攻 入学定員40名
- 電気科 入学定員40名
- 生産管理学科 入学定員40名

#### 専攻科
- なし

#### 別科
- なし

#### 取得資格について
- 電気主任技術者資格の取得を目指したカリキュラムが開講されていた[10]。

#### 附属機関
- 図書館[25]

#### 研究
- 『東京都立工業短期大学研究報告』[注 16]

### 大学関係者一覧
歴代学長
- 清家正

## 施設
- 併設の東京都立工業高等専門学校とキャンパスを共同使用していた。

## 対外関係

### 系列校
- 東京都立航空工業短期大学
- 東京都立立川短期大学
- 東京都立商科短期大学
- 東京都立医療技術短期大学

## 卒業後の進路について

### 就職について
- 年度により多少の相違はあるものの、概ね製造業・機械・電気機械器具関連が多いものとなっていた[6]。

## 附属学校
- 高等専門学校が設置されるまで東京都立工業短期大学附属高等学校を擁していた[28]。